# 白熊重左衛門
白熊 重左衛門（しらくま じゅうざえもん、生没年不詳）は、江戸時代後期から明治期にかけての千葉県の紺屋。

## 人物
千葉県安房郡勝山町下佐久間の人物で、染め物屋を営んだ。長男の白熊三夜も父の後を継いで紺屋となった。また三夜は大正14年（1925年）まで勝山販売購買組合の理事を勤めている。